# Rayleigh-szám
A Rayleigh-féle szám (jele: Ra) dimenziómentes szám, amely a hőátadás konvekciós problémáit írja le. A Grashof-szám és a Prandtl-szám  szorzata.
Nevét az 1904-es Nobel-díjas John William Struttról, Rayleigh 3. bárójáról kapta. 

## Számítása
„A Rayleigh-szám a felhajtóerő (mely a nehézségi gyorsulástól (g), a sűrűségtől (), a térfogati hőtágulási együtthatótól (), a réteg felső és alsó határa közötti hőmérsékletkülönbségtől (∆T) és térfogattól (V) függ) és a konvekciót akadályozó erők (melyek együtt a hődiffuzivitás (k) és a dinamikai viszkozitás (η) szorzataként adhatók meg) hányadosa.”

## Klasszikus meghatározása
{\displaystyle \mathrm {Ra} _{x}={\frac {g\beta }{\nu \alpha }}(T_{s}-T_{\infty })x^{3}=\mathrm {Gr} _{x}\mathrm {Pr} }